# Фрида (књига)
Фрида (енгл. Frida) је биографија сликарке Фриде Кало ауторке Хајден Херера (енгл. Hayden Herrera) (1940), објављена 1983. године. Српско издање књиге објављено је 2019. године у издању издаваћке куће  "Штрик" из Београда у преводу Ивана Радосављевића, Предрага Шапоње и Бојана Додића.

## О аутору
Хејден Херера (1940) је историчарка уметности и биографкиња. Широм света је држала предавања, предавала латиноамеричку ликовну уметност на Универзитету у Њујорку, добитница стипендије Гугенхајм и кустоскиња неколико уметничких изложби. Живи у Њујорку.

## О књизи
Књига Фрида је прича о бурном животу изванредне уметнице богата илустрацијама које потврђују зашто је Фрида Кало постала једна од икона XX века.
Историчарка уметности Хејден Херера је описала по свему јединствен живот уметнице која је иза себе оставила исто тако јединствена, оригинална и препознатљива дела. Открила је жену изузетне спољашње и унутрашње привлачности. Приказала је уметницу која је у своја дела унела властито искуство везано за одрастање у близини Мексика у време Мексичке револуције, саобраћајну несрећу, буран брак с Дијегом Ривером, љубавне везе с мушкарцима и женама.  Ауторка је приказала и Фридину повезаност с Комунистичком партијом, приврженост мексичкој култури и склоност ка спектаклу.

### Филм
По биографији Фриде Кало ауторке Хајден Херера 2002. снимљен је филм у коме улогу Фриде игра Селма Хајек.